# مجلس وزراء اليمن
تتكون الحكومة اليمنية من 31 وزارة، بالإضافة إلى 5 وزراء دولة.

## الحكومة الحالية
حكومة بن مبارك.

## الحكومات السابقة
| م    | الحكومة                    | رئيس الحكومة           | رئيس الجمهورية     | بداية          | نهاية           | المدة             | ملاحظات                                          |
| ---- | -------------------------- | ---------------------- | ------------------ | -------------- | --------------- | ----------------- | ------------------------------------------------ |
| 1    | حكومة العطاس               | حيدر أبو بكر العطاس    | علي عبد الله صالح  | 22 مايو 1990   | 29 مايو 1993    | 3 سنوات و7 أيام   |                                                  |
| 2    | حكومة العطاس الثانية       | حيدر أبو بكر العطاس    | علي عبد الله صالح  | 30 مايو 1993   | 9 مايو 1994     | 344 أيام          |                                                  |
| 3    | حكومة العطار               | محمد سعيد العطار       | علي عبد الله صالح  | 10 مايو 1994   | 6 أكتوبر 1994   | 150 أيام          | حكومة مؤقتة بدلاً عن حكومة العطاس الثانية المقالة |
| 4    | حكومة عبد العزيز عبد الغني | عبد العزيز عبد الغني   | علي عبد الله صالح  | 7 أكتوبر 1994  | 14 مايو 1997    | 2 سنوات و220 أيام |                                                  |
| 5    | حكومة فرج بن غانم          | فرج سعيد بن غانم       | علي عبد الله صالح  | 15 مايو 1997   | 29 أبريل 1998   | 350 أيام          |                                                  |
| 6    | حكومة الإرياني             | عبد الكريم الإرياني    | علي عبد الله صالح  | 30 أبريل 1998  | 31 مارس 2001    | 2 سنوات و336 أيام |                                                  |
| 7    | حكومة باجمال 2001          | عبد القادر باجمال      | علي عبد الله صالح  | 4 أبريل 2001   | 16 مايو 2003    | 2 سنة، 42 يومًا    |                                                  |
| 8    | حكومة باجمال 2003          | عبد القادر باجمال      | علي عبد الله صالح  | 17 مايو 2003   | 5 أبريل 2007    | 3 سنة، 322 يومًا   |                                                  |
| 9    | حكومة علي مجور             | علي محمد مجور          | علي عبد الله صالح  | 31 مارس 2007   | 20 مارس 2011    | 3 سنة، 354 يومًا   |                                                  |
| 10   | حكومة باسندوة              | محمد باسندوة           | عبد ربه منصور هادي | 3 يناير 2012   | 21 سبتمبر 2014  | 2 سنة، 261 يومًا   | حكومة وفاق وطني                                  |
| 11   | حكومة بحاح                 | خالد محفوظ بحاح        | عبد ربه منصور هادي | 7 نوفمبر 2014  | 22 يناير 2015 - | 1 سنة، 180 يومًا   | حكومة شراكة وطنية                                |
| 12   | حكومة بحاح المؤقتة         | خالد محفوظ بحاح        | عبد ربه منصور هادي | 12 أبريل 2015  | 3 أبريل 2016    | 351 يوماً          | حكومة مصغرة                                      |
| 13   | حكومة بن دغر               | أحمد عبيد بن دغر       | عبد ربه منصور هادي | 4 أبريل 2016   | 15 أكتوبر 2018  | سنتان، 194 يومًا   |                                                  |
| 14   | حكومة معين الصبري          | معين عبد الملك سعيد    | عبد ربه منصور هادي | 15 أكتوبر 2018 | 17 ديسمبر 2020  | 2 سنوات و63 أيام  |                                                  |
| 15   | حكومة معين الصبري الثانية  | معين عبد الملك سعيد    | عبد ربه منصور هادي | 15 أكتوبر 2018 | 17 ديسمبر 2020  | 2 سنوات و63 أيام  |                                                  |
| (15) | حكومة معين الصبري الثانية  | معين عبد الملك سعيد    | عبد ربه منصور هادي | 18 ديسمبر 2020 | 5 فبراير 2024   | 3 سنوات و49 أيام  |                                                  |
| (15) | حكومة معين الصبري الثانية  | معين عبد الملك سعيد    | رشاد محمد العليمي  | 18 ديسمبر 2020 | 5 فبراير 2024   | 3 سنوات و49 أيام  |                                                  |
| 16   | حكومة بن مبارك             | أحمد عوض بن مبارك      | 5 فبراير 2024      | 3 مايو 2025    | 1 سنة و87 أيام  |                   |                                                  |
| (16) | حكومة بن مبارك             | سالم صالح سالم بن بريك | 3 مايو 2025        | حتى الآن       | 0 أيام          |                   |                                                  |

## تاريخ الحكومات
| م  | الرئيس                       | عدد الحكومات | فترة رئاسته | ترأسه للحكومة       |
| -- | ---------------------------- | ------------ | ----------- | ------------------- |
| 1  | عبد الله السلال              | 11           | 5 سنوات     | (أربع منها برئاسته) |
| 2  | عبد الرحمن الإرياني          | 11           | 7 سنوات     |                     |
| 3  | إبراهيم الحمدي               | 2            | 3 سنوات     |                     |
| 4  | أحمد الغشمي                  | 1            | 8 اشهر      |                     |
| 5  | علي عبد الله صالح (حتى 1990) | 4            | 12 سنة      |                     |
| 6  | قحطان الشعبي                 | 2            | سنتان       | (برئاسته)           |
| 7  | سالم ربيع علي                | 3            | 9 سنوات     |                     |
| 8  | عبد الفتاح إسماعيل           | 1            | سنتان       |                     |
| 9  | علي ناصر محمد                | 2            | 6 سنوات     | (واحدة برئاسته)     |
| 10 | حيدر أبو بكر العطاس          | 2            | 4 سنوات     |                     |
| 11 | علي عبد الله صالح (بعد 1990) | 6            | 21 سنة      |                     |
| 12 | عبد ربه منصور هادي           | 6            | 10 سنوات    |                     |
| 13 | رشاد محمد العليمي            | 3            |             |                     |

## النظام الدستوري لتكوين الحكومة
تتكون الحكومة من رئيس الوزراء ونواب رئيس الوزراء والوزراء، ويؤلفون جميعاً مجلس الوزراء الذي يمارس أعماله بصورة جماعية، وقبل أن يباشر رئيس الوزراء والوزراء أعمالهم يجب أن يؤدوا اليمين الدستورية أمام رئيس الجمهورية.
وقد يتفاوت عدد الوزراء من حكومة لأخرى وذلك حسب مقتضيات الأوضاع والاحتياجات والاعتبارات السياسية.

### تعيين الحكومة
أخذ الدستور اليمني بالطريقة المتبعة في النظام البرلماني، حيث جعل اختيار رئيس مجلس الوزراء من ضمن اختصاصات رئيس الجمهورية كما توضح ذلك المادة (118) من الدستور، كما خول رئيس الوزراء اختيار وزرائه بالتشاور مع رئيس الجمهورية، ويطلب الثقة للحكومة على ضوء برنامج يتقدم به إلى مجلس النواب.
وقد نصت المادة (129) من الدستور على أنه (يجب أن تتوفر في رئيس الوزراء ونوابه والوزراء الشروط الواجب توافرها في عضو مجلس النواب مع مراعاة ألا يقل عمر أي منهم عن ثلاثين سنة، باستثناء رئيس الوزراء الذي يجب ألا يقل عمره عن أربعين سنة).
عدم الجمع بين الوزارة وعمل آخر
توضح المادة (134) من الدستور أنه (لا يجوز لرئيس الوزراء والوزراء أثناء توليهم الوزارة أن يتولوا أي وظيفة عامة أخرى أو أن يزاولوا ولو بطريقة غير مباشرة مهنة حرة أو عملاً تجارياً أو مالياً أو صناعياً أو أن يجمعوا بين الوزارة والعضوية في مجلس إدارة أي شركة، ولا يجوز خلال تلك المدة أن يشتروا أو يبيعوا أو يستأجروا أموالاً من أموال الدولة أو يقايضوا عليها ولو بطريقة المزاد العلني، أو أن يؤجروها أو أن يبيعوها شيئاً من أموالهم أو يقايضوها عليه)

### اختصاصات الحكومة
حدد الدستور اختصاصات الحكومة حيث تنص المادة (135) منه على أن: "يتولى مجلس الوزراء تنفيذ السياسة العامة للدولة في المجالات السياسية والاقتصادية والاجتماعية والثقافية والدفاعية وفقاً للقوانين والقرارات كما يمارس مجلس الوزراء بوجه خاص الاختصاصات التالية:
1. الاشتراك مع رئيس الجمهورية في إعداد الخطوط العريضة للسياسة الخارجية والداخلية.
2. إعداد مشروع الخطة الاقتصادية للدولة والميزانية السنوية وتنظيم تنفيذها وإعداد الحساب الختامي للدولة.
3. إعداد مشاريع القوانين والقرارات وتقديمها إلى مجلس النواب أو رئيس الجمهورية وفق اختصاص كل منهما.
4. الموافقة على المعاهدات والاتفاقيات قبل عرضها على مجلس النواب أو رئيس الجمهورية وفق اختصاص كل منهما.
5. اتخاذ الإجراءات اللازمة للمحافظة على أمن الدولة الداخلي والخارجي ولحماية حقوق المواطنين.
6. توجيه وتنسيق ومراجعة أعمال الوزارات والأجهزة الإدارية والمؤسسات والهيئات العامة والقطاعين العام والمختلط وفقاً للقانون.
7. تعيين وعزل الموظفين القياديين طبقاً للقانون، ورسم وتنفيذ السياسة الهادفة إلى تنمية الكوادر الفنية في أجهزة الدولة وتأهيل القوى البشرية وفقاً لاحتياجات البلاد في إطار الخطة الاقتصادية.
8. متابعة تنفيذ القوانين والمحافظة على أموال الدولة.
9. الإشراف على تنظيم وإدارة نظم النقد والائتمان والتأمين.
10. عقد القروض ومنحها في حدود السياسة العامة للدولة وفي حدود أحكام الدستور.

### مبدأ المسؤولية الوزارية الفردية
حدد قانون مجلس الوزراء رقم (20) لسنة 1991 م أن الوزير في النظام اليمني لا يتحمل فقط مسؤولية تضأمنية باعتباره عضواً في مجلس الوزراء وفقاً لمبدأ المسؤولية الجماعية، وإنما هو أيضاً مسئول مسؤولية فردية عن الأعمال التي تجرى في نطاق اختصاصه وعن القرارات التي يتخذها في هذا القطاع. وبناء على هذا فإن الخطط والسياسات المطبقة داخل هذا القطاع يكون مسئولا عنها مسئولية فردية، وهو الذي يقوم بشرح سياسة القطاع الوزاري الذي يشرف عليه وسياسة الحكومة تجاهه سواء أمام مجلس النواب أو رئيس الجمهورية أو أي جهة أخرى.
كما يعتبر الوزير مسئولاً مسؤولية كاملة عن تصرفاته الشخصية، التي قد تثير الرأي العام، وعن تصرفاته التي قد يتضح منها سوء استغلاله لمهام منصبه.

### اجتماعات مجلس الوزراء
يعقد مجلس الوزراء جلسات عادية على أساس جلسة واحدة كل اسبوع. ويجوز دعوة المجلس لاجتماعات استثنائية عند الاقتضاء وفقاً لما تحدده اللائحة الداخلية للمجلس، ويكون اجتماع مجلس الوزراء صحيحا بحضور أغلبية أعضائه وتتخذ قراراته بأغلبية أصوات الحاضرين وفي حالة تساوي الأصوات يرجح الجانب الذي منه الرئيس
وجميع أعضاء مجلس الوزراء ملزمون بالعمل حسب القرارات المتخذة من قبل المجلس.
استقالة عضو مجلس الوزراء
يقدم عضو مجلس الوزراء استقالته إلى رئيس الجمهورية عن طريق رئيس الوزراء الذي يتولى عرضها على رئيس الجمهورية لتقرير مايراه مناسباً في شأنها.

### صلاحيات نائب الوزير
يختص نائب الوزير بمعاونة الوزير في أداء مهامه وفي ممارسة اختصاصاته تحت إشراف الوزير وتوجيهه ويحل محله عند غيابه في كافة مهامه واختصاصاته بما في ذلك حضور اجتماعات مجلس الوزراء.

### العلاقة مع رئاسة الجمهورية
يجب على مجلس الوزراء موافاة رئيس الجمهورية بتقارير دورية عن سير أعماله وتقديم التقارير أو المعلومات أو البيانات أو الدراسات التي يطلبها رئيس الجمهورية. كما أن لرئيس الجمهورية دعوة مجلس الوزراء للاجتماع برئاسته لمناقشه أوضاع البلاد والقضايا الملحة.